# Einholtasel
Einholtasel är en mosse i republiken Island.   Den ligger i regionen Västlandet, i den västra delen av landet, 60 km norr om huvudstaden Reykjavík.
Inlandsklimat råder i trakten. Årsmedeltemperaturen i trakten är 1 °C. Den varmaste månaden är juli, då medeltemperaturen är 12 °C, och den kallaste är februari, med −7 °C.